# Pierre Caminade
Pour les articles homonymes, voir Caminade.
Pierre Caminade poète, écrivain et critique français (25 octobre 1911 - 8 novembre 1998).

## Biographie
Pierre Caminade est né à Montpellier le 25 octobre 1911. Il y fait ses études avec ses amis Olivier Séchan, Henri Féraud et Jean Legrand. Jeune homme, il découvre Arthur Rimbaud, Karl Marx, Paul Valéry et Jean Cocteau. À dix-neuf ans, il fréquente « le groupe de Carcassonne », Ferdinand Alquié, René Nelli et Joë Bousquet qui publiera son premier recueil Se surprendre mortel.
En 1931, après sa licence en droit, Caminade quitte sa ville pour Paris. Il y retrouve Jean Legrand. Avec celui-ci et quelques fortes personnalités, comme Claude Cahun, il forme le « groupe Brunet » qui préconise une critique radicale de la société et constitue l’aile gauche de l'Association des Ecrivains et Artistes Révolutionnaires. Dans ce contexte, Caminade apporte son soutien aux Surréalistes et à André Breton, qui prennent à ce moment-là, leurs distances avec le parti communiste. En accord avec le « sensorialisme » de Jean Legrand, Caminade souhaite un hédonisme subversif où la poésie se joint à l’expérience immédiate, érotique et sociale. Le philosophe François Leperlier pense que cette poétique annonce, avec vingt ans d’avance, les thèses situationnistes d’un Guy Debord ou d’un Raoul Vaneigem.
Élaborée au milieu des années trente, la proposition selon laquelle « la poésie est consubstantielle à cette volonté de transformer la vie quotidienne » sera reprise et travaillée à l’occasion de la thèse que soutient Caminade à l'université d'Aix-en-Provence et publiée chez Bordas en 1970, sous le titre Image et Métaphore. Il y approfondit son « entreprise de nettoyage de la situation verbale », selon le mot de Valéry, un poète qu’il aime particulièrement et à qui il consacre une étude en 1972. Poursuivant encore sa réflexion théorique, Caminade se rapproche alors du Nouveau Roman, réalise plusieurs études (sur Claude Simon, Michel Butor, Jean Ricardou) et publie Le don de Merci aux éditions Morel. À cette époque, il entre au comité de rédaction de la revue Sud, dirigée par Jean Malrieu, où il restera vingt ans.
Il quitte Paris en 1947 après quelques années passées à Saïgon. Il revient dans l’Hérault, puis en Aveyron, enfin il se fixe en 1954 dans le Var, à La Seyne sur Mer où il résidera jusqu’à sa mort, le 8 novembre 1998.

## Poésie
- Se surprendre mortel, Montpellier, Chantiers, 1932.
- Corps à corps, Paris, L. G. T., 1945.
- " L’Arrière-pays " , Lithographies d'Olive Tamari, chez Vacance, La Seyne-sur-Mer, 1956.
- Reliefs (1946-1966), Paris, Seghers, 1967.
- Initiales, Marseille, Sud, 1985.
- De l’un à l’autre, Marseille, Sud, 1986.
- D’une parole l’autre, Marseille, Impr. Robert, 1989.
- Le Sablier invisible, Toulon, Telo Martius, 1991.
- Se surprendre mortel, œuvre poétique complète, Le Castor Astral, 2004.

## Romans et Proses
- Aveline, journal d’une tendresse, Saïgon, L. G. T., 1947, rééd. Paris-Saïgon, L. G. T., 1948.
- Quatre plaisirs, (football, nager, chevaucher, tennis), Paris, L. G. T., 1948.
- Le Don de merci, Les Hautes-Plaines de Mane, Robert Morel, 1970.
- Journal d’une tendresse, Les Hautes-Plaines de Mane, Robert Morel, 1972.

## Essais
- Image et métaphore : un problème de poétique contemporaine, Paris, Bordas, 1970.
- Paul Valéry, Paris, Pierre Charon, 1972.

## Hommages à Pierre Caminade
- Présence de Pierre Caminade, Edisud, Var et Poésie, 2000.